# ویل.آی.ام
ویلیام جیمز آدامز جونیور (به انگلیسی: William James Adams) (متولد ۱۵ مارس، ۱۹۷۵) که با نام ویل. آی. ام شناخته می‌شود، رپر، ترانه‌سرا، بازیگر و تهیه‌کننده آمریکایی است.
او با حضور در گروه موسیقی بلک آید پیز به همراه تابو و فرگی به شهرت رسید. به عنوان تهیه‌کننده موسیقی با خوانندگانی همچون آشر و ددی یانکی همکاری کرده است. او همچنین در چند آهنگ با مایکل جکسون همخوانی نموده است.
وی یکی از سهام داران شرکت کلمبیا پیکچرز و ایده‌هایی را برای گسترش دستگاه‌هایی همچون گوشی‌های هوشمند و تبلت‌ها داده است.
ویلیام کار طراحی مد و لباس نیز انجام می‌دهد و عمده شهرت او بخاطر پوشیدن لباس‌های عجیب می‌باشد که به وسیلهٔ خود او طراحی شده است.
وی در یکی از محله‌های فقیرنشین آمریکا بزرگ شده و هم‌اکنون یک کارخانه تولید ماشین در محل تولد خود برای کمک به هم محله‌ای‌های خود ایجاد کرده است هم چنین درحوزه ارزهای دیجیتال نیز روی ارز ترون خریدهایی انجام داده وبه گفته وی ترون گوی رقابت را از اتریوم و بیت کوین خواهد ربود.